# Santa Maria de Mont-roig
Santa Maria de Mont-roig és l'església parroquial del poble de Mont-roig de Segarra, al municipi dels Plans de Sió (la Segarra), inclosa a l'Inventari del Patrimoni Arquitectònic de Catalunya.

## Descripció
L'església està situada a la part nova del poble. La seva implantació va propiciar tot el raval, cap als seus dos costats. Davant l'església hi ha un espai ample que ajuda a magnificar-la i monumentalitzar-la.

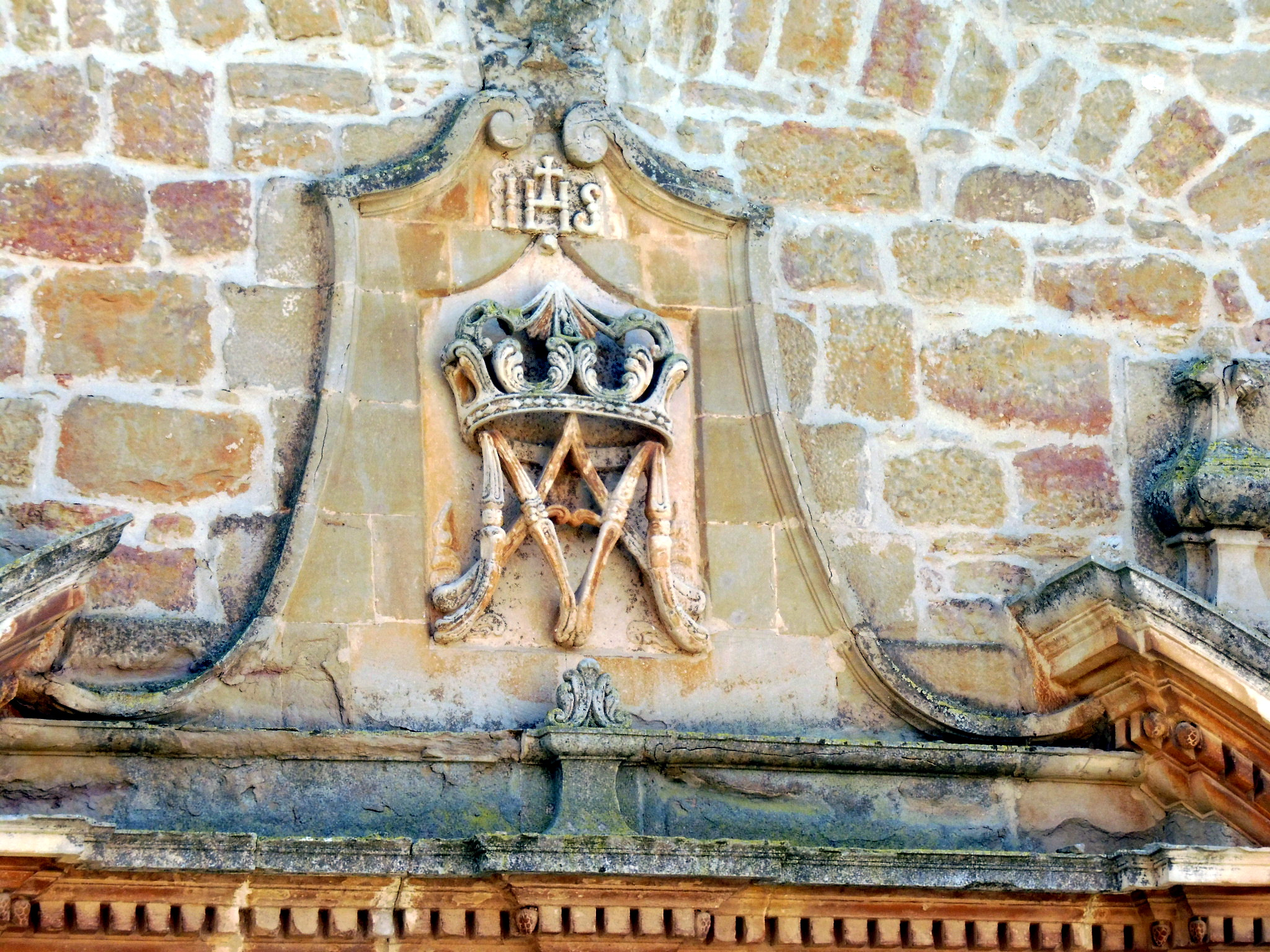
Frontó

L'element més destacable de la façana principal és la portalada, realitzada amb un arc rebaixat amb la clau ornamentada, i envoltada per dues pilastres adossades que presenten l'estructura de base, fust i capitell d'estil corinti, per damunt de les quals apareix un frontó partit, interromput per un escut central, un sobre relleu buidat a la pedra, amb la lletra "M", una corona i sobre la inscripció "I.H.S.", amb la data de 1872.
Per damunt de la portalada apareix un rosetó ben treballat i damunt aquest hi ha una espitllera circular, elements situats en l'eix de simetria central. A les vores s'hi troba dues petites espitlleres verticals i entre la portada i el rosetó apareix un arc de descàrrega el·líptic per a la portada.
La part superior de la façana està emmarcada per una cornisa, amb una gran voluta a cada banda; aquestes continuen el coronament lineal i inclinat fins a l'eix central, on hi ha una creu. A la part baixa del coronament hi ha un acabament i sobre la voluta, a igual distància entre la creu superior i l'acabament inferior, n'hi ha una altra.
El campanar és de mitjan segle xviii. De la base quadrada en el primer traç d'alçada, es passa a la forma octogonal i en tercer traç apareix l'obertura a les quatre cares base i un coronament a la part superior. Aquestes tres parts són emfatitzades per unes franges que envolten el campanar. El cobriment està fet amb una petita cúpula o estructura de fusta.

## Història
A la llinda de la portada apareix la data de 1781.